# 东铁匠胡同
39°54′20″N 116°22′12″E / 39.9055433°N 116.3700281°E
东铁匠胡同，是位于北京市西城区中部的一条胡同。现东段已拓宽为道路。

## 简介
东铁匠胡同为东西走向，东到参政胡同，西到佟麟阁路。明朝称铁匠胡同。清朝演变成东、中、西三条胡同，该段在东，故得名东铁匠胡同。因为东段有曲折，曲折以东又俗称穿堂门。1911年之后穿堂门析出，改称教育部街。2000年代，东铁匠胡同的东段拓宽改造为道路，连通参政西巷和参政胡同。
过去东铁匠胡同北侧和西单手帕胡同之间有北京第二实验小学，2000年代迁到佟麟阁路西侧的新校址，东铁匠胡同北侧的原址兴建中国华能大厦。